# Drusus muelleri
Drusus muelleri är en nattsländeart som beskrevs av Mclachlan 1868. Drusus muelleri ingår i släktet Drusus och familjen husmasknattsländor. Inga underarter finns listade i Catalogue of Life.